# Alphonse Versteylen
Alphonse Ferdinand Joseph Adrien Versteylen (Hoogstraten, 22 februari 1859 - Turnhout, 23 mei 1932) was een Belgisch advocaat en politicus voor de Katholieke Partij.

## Levensloop
Alphonse Versteylen behoorde tot een bescheiden familie die zich in de negentiende eeuw in Turnhout kwam vestigen en er zich had opgewerkt tot in de hoge Franstalige burgerij. Zijn grootvader Willem Versteylen was gemeenteraadslid van Turnhout en voorzitter van de rechtbank van eerste aanleg in deze stad. Zijn vader, Adrianus Versteylen, was belastingontvanger. Zijn moeder Caroline de Fierlant was verwant met de belangrijke familie Dierckx en zijn oom Jan de Fierlant was schepen in Turnhout, provincieraadslid van Antwerpen en later procureur des Konings. Zijn broer, Franciscus Versteylen werd prelaat van de Parkabdij bij Leuven. Zijn zus Charlotte Versteylen huwde met Florent Van Hal, actief in het Turnhoutse verenigingsleven en broer van burgemeester Victor Van Hal.
Alphonse Versteylen promoveerde in 1883 tot doctor in de rechten aan de Katholieke Universiteit Leuven en werd stagiair-advocaat bij de balie van Brussel. In 1887 vestigde hij zich als advocaat in Turnhout. In 1887 trouwde hij met Berthe Dufour, dochter van Arthur Dufour en Josephina Dessauer. De Duitse Josephina Dessauer leidde van 1866 tot 1900, na de dood van haar eerste echtgenoot Joannes  Dierckx, de belangrijke Turnhoutse drukkerij Brepols, gespecialiseerd in de productie van speelkaarten. Berthe Dufour erfde in 1904 de helft van alle goederen van haar moeder. Vanaf 1911 werd Versteylen bestuurder in de nv Brepols, die geleid werd door zijn schoonbroer baron François du Four, burgemeester van Turnhout en senator.
Versteylen was een actieve man in het maatschappelijk leven, meer bepaald in het katholiek sociaal milieu van de ziekenfondsbeweging in Turnhout. Hij werd ondervoorzitter van de Turnhoutsche Werkmansgilde (1890) en voorzitter van 'Zelfonderricht' (1897), van de pensioenkas 'Zorgen voor Morgen' (1898) en van het 'Verbond der Pensioenkassen van het arrondissement Turnhout' (1901, vanaf 1905 het Verbond der Voorzienigheidskassen van het arrondissement Turnhout, later CM Turnhout). Tevens was hij stichtend voorzitter van 'De Kempische Heerd' (1890) en was hij voorzitter van de muziekvereniging Orpheus. Hij had een tenorstem en bespeelde de piano. Hij was ook lid van de Derde Orde van Sint Franciscus.
Op politiek vlak werd hij provincieraadslid in de provincie Antwerpen (1889-1900) en volksvertegenwoordiger voor het arrondissement Turnhout (1900-1919). Tijdens de Eerste Wereldoorlog trad hij toe tot de Stedelijke Bevoorradingsdienst van Turnhout en werd hij lid van het kantonaal en arrondissementeel Hulp- en Voedingscomité. Omwille van zijn antiflamingantisme ondervond hij meer en meer kritiek vanuit Vlaams-nationalistische hoek, zo werd hij onder meer in de aanloop naar de samenstelling van de katholieke kieslijst voor de wetgevende verkiezingen van 1919 samen met zijn schoonfamilie beschuldigd van collaboratie met de Duitse bezetter. Na de oorlog werd hij hierdoor opzij geschoven als volksvertegenwoordiger van de katholieke partij.
Op ODIS staat over hem: De sociaalvoelende Versteylen was een echte "homme d'oeuvre" uit de paternalistische sociaal-katholieke traditie die zich inzette in tal van katholieke sociale volkswerken en zich ook daadwerkelijk als rijke burger onder het volk begaf. Hij was vooral actief in de mutualistische beweging en was ervan overtuigd dat sociale verzekeringen en onderlinge bijstand de sociale kwestie zou oplossen. Versteylen was geen christendemocraat, maar had toch aansluiting met de christendemocratische Katholieke Volksbond. Zo stichtte hij met medewerking en in de schoot van de Katholieke Volksbond de pensioenkas Zorgen voor Morgen. De Katholieke Volksbond aanvaardde Alphonse Versteylen als hun vertegenwoordiger in de Kamer (1900-1919).
Het echtpaar Versteylen-Dufour kreeg een zoon Marcel, die jong overleed, en drie dochters. Josephina trouwde met jonkheer en militair Raoul de Cartier. Elisabeth trouwde met ridder Albert Boone uit de Turnhoutse hoge burgerij. Maria Carolina trouwde met Antwerps provincieraadslid, arrondissementscommissaris en kabinetschef van verschillende ministers van binnenlandse zaken Louis Dierckx de Casterlé.